# Athetis perochracea
Athetis perochracea är en fjärilsart som beskrevs av George Francis Hampson. Athetis perochracea ingår i släktet Athetis och familjen nattflyn. Inga underarter finns listade i Catalogue of Life.